# دیر مار متی
دیر مار متی (سریانی: ܕܝܪܐ ܕܡܪܝ ܡܬܝ) یکی از صومعه‌های باستانی کشور عراق است که فراز و نشیب تاریخی بسیاری داشته است.

## موقعیت
موقعیت این دیر در بالای کوه الالفاف است که در شمال عراق واقع شده است. این دیر ۲۰ کیلومتر با موصل فاصله دارد. این صومعه، از قدیمی‌ترین صومعه‌های مسیحیان در عراق محسوب می‌شود و به دلیل داشتن کتابخانه بزرگی که در آن قرار دارد، نسخ خطی مسیحی فراوانی را به زبان سریان در خود جای داده‌است.

## تاریخ
این صومعه در سال ۳۶۳ میلادی توسط زاهد مار ماتائی تاسیس شد. برخی از سریانی ها در تاسیس این صومعه در منطقه الالفاف، به وی کمک کردند. در قرن دوازدهم، کردهای منطقه، به همراه هزار سوار و پیاده و در مدت چهار ماه، به صومعه حمله کردند. منابع علت این درگیری را ذکر نکرده ولی از تجاوز به یک زن اهل صومعه اشاره کرده‌اند. راهبان صومعه برای جلوگیری از تصرف صومعه توسط کردها، نردبان‌های ورودی را سوزاندند و راه های ورودی را با سنگ مسدود کردند. راهبان در این تدبیر موفق بودند و کردها امکان تصرف صومعه را بدست نیاوردند.
در سال ۱۱۷۱ میلادی، کردها، حملات متعددی را به صومعه برنامه ریزی کرده و اجرا نمودند. اما این حملات توسط ائتلاف راهبان و مسیحیان محلی، دفع گردید. در یکی از این حملات، کردها به راهبان قول دادند تا حملات خود را متوقف کنند و در قبال آن ۳۰ دینار دریافت کردند راهبان نیز با تصور ایمن بودن صومعه، مسیحیان محلی را به روستاهای خود بازگرداندند؛ اما نیروهای کرد، ۱۵۰۰ نفر را به سمت صومعه رهسپار کردند و صومعه را غارت کدند. در این حمله ۱۵ راهب کشته شدند و یک بازمانده از راهبان، از منطقه گریخت و به موصل فرار کرد. فرماندار موصل با شنیدن واقعه، به کردها حمله کرد و حمله سختی در گرفت و جمع بسیاری کشته شدند. در تلافی جویی به این حمله، کردها نه روستای آشوری ویران کردند و ساکنان آنها کشته شدند. آنها همچنین به صومعه مار سرجیوس نیز حمله کردند. کردها همچنین حمله مجددی را به صومعه تدارک دیدند و در سال ۱۳۶۹ به آنجا حمله کردند. در این حمله به نسخ خطی بسیاری آسیب رسید. در طول قرن نوزدهم میلادی نیز کردها بارها این صومعه را مورد حمله و غارت قرار دادند.
این صومعه در حال حاضر توسط کلیسای ارتدکس سریانی حفظ و نگهداری می شود مسیحیان این ناحیه همه ساله در ۱۸ سپتامبر در صومعه جمع می‌شوند و به بزرگداشت مار مارتی می‌پردازند.